# Izmir Smajlaj
Izmir Smajlaj (ur. 29 marca 1993 w Szkodrze) – albański lekkoatleta specjalizujący się w skoku w dal. Olimpijczyk z Rio de Janeiro (2016).
W 2012 spalił wszystkie trzy próby w eliminacjach podczas juniorskich mistrzostw świata w Barcelonie i nie został sklasyfikowany. Rok później nie udało mu się awansować do finału mistrzostw świata w Moskwie. Dziewiąty zawodnik mistrzostw Europy w Amsterdamie (2016). Srebrny medalista mistrzostw małych krajów Europy (2016) oraz złoty medalista halowych mistrzostw Europy rozgrywanych w Belgradzie (2017).
Wielokrotny złoty medalista mistrzostw Albanii oraz reprezentant kraju na drużynowych mistrzostwach Europy.
Okazjonalnie startuje także w trójskoku.
Rekordy życiowe: skok w dal (stadion) – 8,16 (8 maja 2021, Tirana); skok w dal (hala) – 8,08 (4 marca 2017, Belgrad); trójskok – 16,30 (7 czerwca 2016, Elbasan). Wszystkie rezultaty są aktualnymi rekordami Albanii.

## Osiągnięcia
| Rok  | Impreza                                | Miejsce          | Lokata            | Wynik |
| ---- | -------------------------------------- | ---------------- | ----------------- | ----- |
| 2012 | Mistrzostwa świata juniorów            | Barcelona        | el. –             | NM    |
| 2013 | III liga drużynowych mistrzostw Europy | Bańska Bystrzyca | 5. miejsce        | 7,35  |
| 2013 | Mistrzostwa świata                     | Moskwa           | el. – 24. miejsce | 7,55  |
| 2014 | III liga drużynowych mistrzostw Europy | Tbilisi          | 2. miejsce        | 7,58  |
| 2014 | Mistrzostwa Europy                     | Zurych           | el. – 22. miejsce | 7,56  |
| 2015 | III liga drużynowych mistrzostw Europy | Baku             | 2. miejsce        | 7,52  |
| 2016 | Mistrzostwa Europy                     | Amsterdam        | 9. miejsce        | 7,75  |
| 2016 | Mistrzostwa małych krajów Europy       | Marsa            | 2. miejsce        | 7,57  |
| 2016 | Igrzyska olimpijskie                   | Rio de Janeiro   | el. – 21. miejsce | 7,72  |
| 2017 | Halowe mistrzostwa Europy              | Belgrad          | 1. miejsce        | 8,08  |
| 2018 | Mistrzostwa małych krajów Europy       | Schaan           | 1. miejsce        | 7,90  |
| 2018 | Igrzyska śródziemnomorskie             | Tarragona        | 4. miejsce        | 7,85  |
| 2018 | Mistrzostwa Europy                     | Berlin           | 10. miejsce       | 7,83  |
| 2019 | Halowe mistrzostwa Europy              | Glasgow          | el. –             | DNS   |
| 2019 | III liga drużynowych mistrzostw Europy | Skopje           | –                 | DNS   |
| 2021 | Halowe mistrzostwa Europy              | Toruń            | el. – 9. miejsce  | 7,69  |
| 2021 | III liga drużynowych mistrzostw Europy | Limassol         | 2. miejsce        | 7,70  |
| 2021 | Igrzyska olimpijskie                   | Tokio            | el. – 18. miejsce | 7,86  |
| 2024 | Mistrzostwa Europy                     | Rzym             | el. – 21. miejsce | 7,78  |
| 2024 | Mistrzostwa małych krajów Europy       | Gibraltar        | 1. miejsce        | 7,83  |